# الغواصة الزرقاء
الغواصة الزرقاء، الفيلم الكارتوني الذي يصور غزو الأرض[ ؟ ] حيث أن هناك أعداء من المجرة الأخرى المجاورة لمجرة الأرض يأتون مسافرين في الفضاء[ ؟ ] للبحث عن كوكب يعيشون فيه وذلك لأن كوكبهم قد دمر فيروا الأرض في طريقهم فيغزو الأرض ويقتلون الكثير من السكان إلا أن هناك غواصة تسمى الغواصة الزرقاء تُرِد هجومهم وتدافع عن الأرض وتدمر أساطيلهم وفي النهاية تزود الغواصة بجهاز مضاد للجاذبية فتذهب خارج الكرة الأرضية وتدمر قمر الكوثام الأشرار وهكذا يعم السلام على الأرض وتعود الحياة إليها من جديد.
الإنتاج والتوزيع للعالم العربي من ميديَافزيون بعمّان بالأردن.

## الشخصيات
لولو: شخصية مرحة تحب أن تكون الأفضل بين الجميع

## وصلات خارجية
- الغواصة الزرقاء على موقع IMDb (الإنجليزية)
- الغواصة الزرقاء على موقع ليتربوكسد (الإنجليزية)
- الغواصة الزرقاء على موقع كينوبويسك (الروسية)
- الغواصة الزرقاء على موقع قاعدة بيانات الفيلم (الإنجليزية)
- الغواصة الزرقاء على موقع ANN anime (الإنجليزية)